# Bosse Pettersson
Bo Ivar Pettersson, född 30 juni 1970, är journalist och programledare på Sveriges Radio P4. Han har medverkat i flera radioprogram i Sveriges Radio, till exempel "Söndag, söndag","Kombi", "Karlavagnen" och det lokala sportprogrammet "PoB Sport" på P4 Uppland.